# Idroliti
Gli idroliti sono preparazioni farmaceutiche liquide che estraggono dalle piante delle sostanze attive idrosolubili (ev. idroalcolsolubili). 
Le forme galeniche più divulgate sono infusioni (Infus.; tisane), decotti (Decoct.), macerati (Macer.hydr.) e una parte di "estratti" (Extract.hydr.).

## Preparati
- Infus. Cameliae sinensis ferm. → Infusione (tisana) di Tè nero
- Decoct. Rad. Taraxaci → Decotto di radice di dente di leone
- Macer.hydr. Fol. Malvae → Macerato (estrazione in acqua tiepida) di foglia di Malva
- Extract.hydr. Sem. Hippocastani → estratto di ippocastano

Certi autori classificano anche gli "alcoliti" / "idroalcoliti" come le tinture (Tinct. = Macer.hydralcol. → Estrazione in soluzione idroalcolica a tiepido) sotto gli idroliti.

## Galenici
Nei contesti galenici è preferibile di indicare precisamente il solvente (p.es. hydr. oppure hydralcol. oppure alcol.) perché le sostanze solute e quindi estratte variano secondo il solvente.